# Cold Spring (Nueva York)
Cold Spring es una villa ubicada en el condado de Putnam en el estado estadounidense de Nueva York y además es su sede de condado. En el año 2000 tenía una población de 1,983 habitantes y una densidad poblacional de 1,276.1 personas por km².

## Geografía
Cold Spring se encuentra ubicada en las coordenadas 41°28′8″N 73°57′16″O / 41.46889, -73.95444. Según la Oficina del Censo, la ciudad tiene un área total de 1,6 km² (0,6 mi²), de la cual 1,6 km² (0,6 mi²) es tierra y 0 km² (0 mi²) (0%) es agua.

## Demografía
Según la Oficina del Censo en 2000 los ingresos medios por hogar en la localidad eran de $53,382, y los ingresos medios por familia eran $76,403. Los hombres tenían unos ingresos medios de $54,643 frente a los $42,036 para las mujeres. La renta per cápita para la localidad era de $34,560. Alrededor del 5.4% de la población estaban por debajo del umbral de pobreza.